# Operação Cui Bono?
 Operação Cui Bono? é uma operação brasileira deflagrada pela Polícia Federal em 13 de janeiro de 2017. É um desdobramento da Operação Catilinárias. A expressão em latim que significa "a quem interessa"?
A PF realizou buscas e apreensões em endereços residenciais e comerciais no Distrito Federal, Bahia, Paraná e São Paulo na Operação Cui Bono. Segundo nota da PF, as sete medidas de busca e apreensão foram determinadas pelo Juiz da 10ª Vara da Justiça Federal no Distrito Federal para investigar um esquema de fraudes na liberação de créditos junto à Caixa Econômica Federal (CEF) que teria ocorrido pelo menos entre 2011 e 2013.

## Antecedentes
A "Cui Bono?" é um desdobramento da Operação Catilinárias, de dezembro de 2015, na qual foi encontrado um celular na casa de Eduardo Cunha que registrava, entre outros, trocas de mensagens entre o ex-deputado e Geddel Quadros Vieira Lima.
Geddel foi vice-presidente de Pessoa Jurídica da CEF entre 2011 e 2013, período investigado pela PF. Segundo o Ministério Público Geddel, Eduardo Cunha e Lúcio Funaro desviaram de forma reiterada recursos públicos a fim de beneficiarem a si mesmos, por meio do recebimento de vantagens ilícitas, e a empresas e empresários brasileiros, por meio da liberação de créditos e/ou investimentos autorizados pela Caixa em favor desses particulares.

## Investigados
De acordo com o MPF, além de Eduardo Cunha, Geddel Vieira Lila e Lúcio Funaro, são ainda investigados na operação Fábio Cleto (vice-presidente dos fundos de pensão da Caixa), Marcos Roberto Vasconcelos (então vice-presidente de Gestão de Ativos e Terceiros da Caixa), José Henrique Marques da Cruz e Marcos Antônio Molina dos Santos (fundador da Marfrig), este último suspeito de ter se beneficiado do esquema.
Ainda de acordo com as investigações, a JBS e o Grupo Bertin se beneficiaram do esquema criminoso para obter recursos junto à Caixa. O Grupo Bertin foi adquirido pelo frigorífico JBS em 2009 e seu negócios foram incorporados à empresa.